# National Airlines (N8)
Pour les articles homonymes, voir National Airlines.
National Air Cargo est une compagnie aérienne américaine basée à Orlando, en Floride, qui opère également sous le nom de National Airlines. Initialement, elle exploite des vols cargo à la demande puis, à partir du 16 décembre 2015, la compagnie réalise aussi des vols de transports de passagers, toujours à la demande. Elle opère depuis son hub à l'aéroport international d'Orlando.

## Flotte

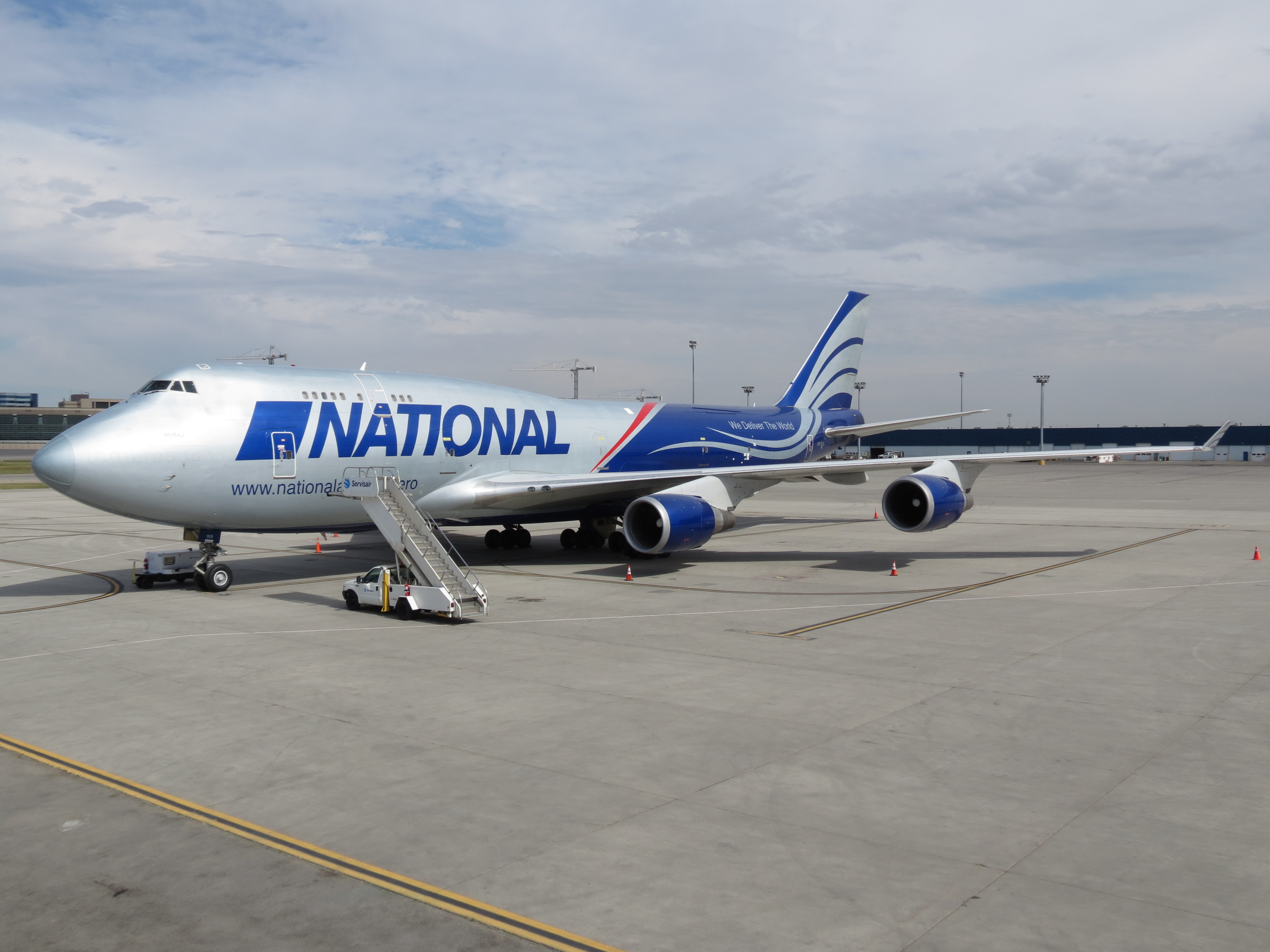
National Air Cargo 747

### Flotte actuelle

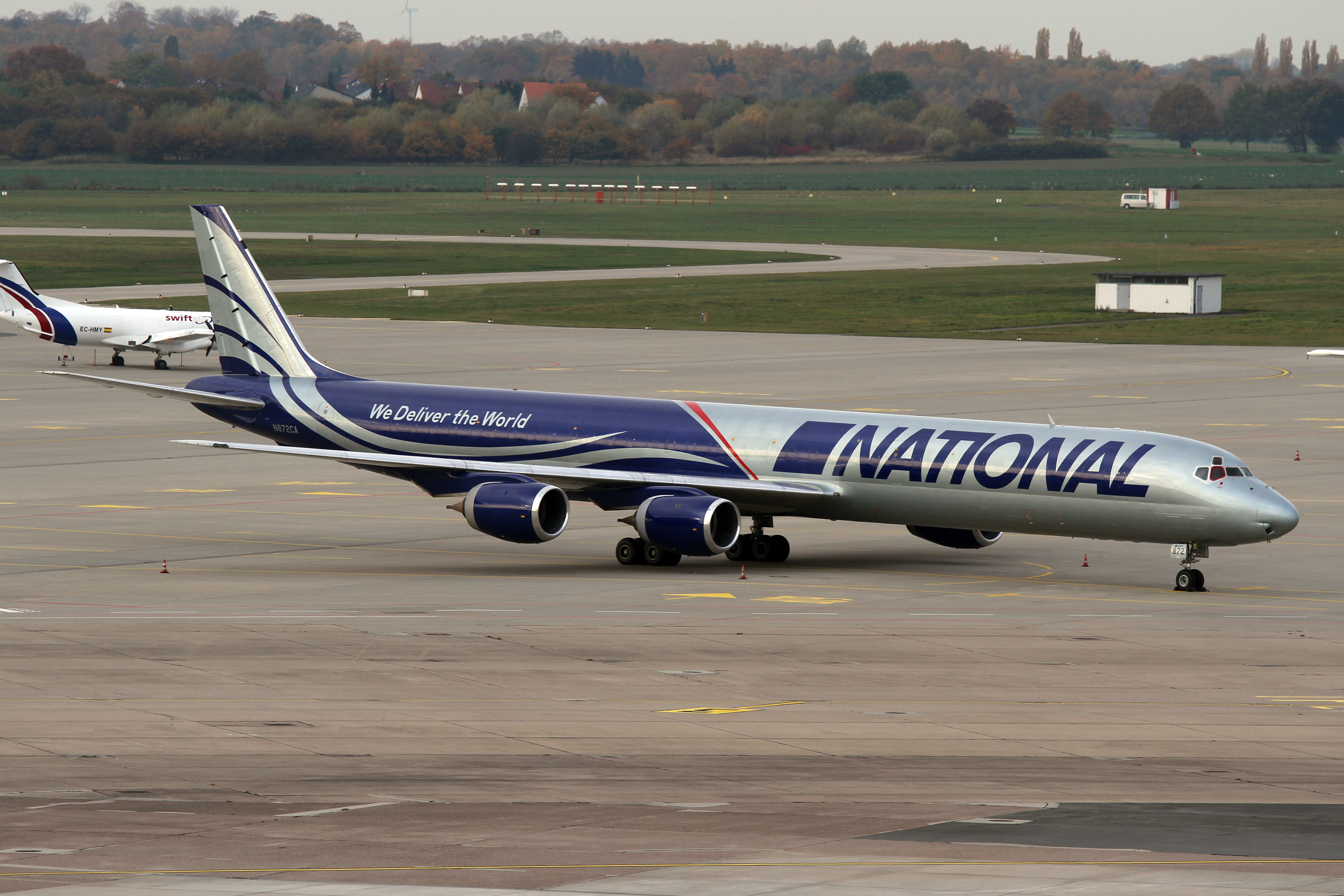
Ancien avion de National Airlines

La flotte active de la compagnie est répartie comme suit au 11 décembre 2020 :

### Ancienne flotte
La compagnie a opéré par le passé les avions suivants :

## Incidents et accidents
- Vol National Airlines 102